# Toney McCray
Toney McCray (ur. 13 kwietnia 1989) – amerykański koszykarz, występujący na pozycjach rzucającego obrońcy oraz niskiego skrzydłowego, obecnie zawodnik Qatar Sports Club Doha .

## Kariera sportowa
17 sierpnia 2016 został zawodnikiem Anwilu Włocławek.
8 listopada 2018 dołączył do Trefla Sopot. 30 listopada opuścił klub. 28 grudnia powrócił do węgierskiego Kaposvari KK. Nie rozegrał z nim żadnego spotkania. następnie 7 stycznia 2018 podpisał umowę z katarskim Qatar Sports Club Doha.

## Osiągnięcia
Stan na 20 lutego 2017, na podstawie, o ile nie zaznaczono inaczej.
Drużynowe
- Finalista Pucharu Polski (2017)[7]

Indywidualne
- Uczestnik meczu gwiazd ligi cypryjskiej (2016)